# Torre Sant'Andrea
Torre Sant'Andrea is een plaats (frazione) in de Italiaanse gemeente Melendugno.

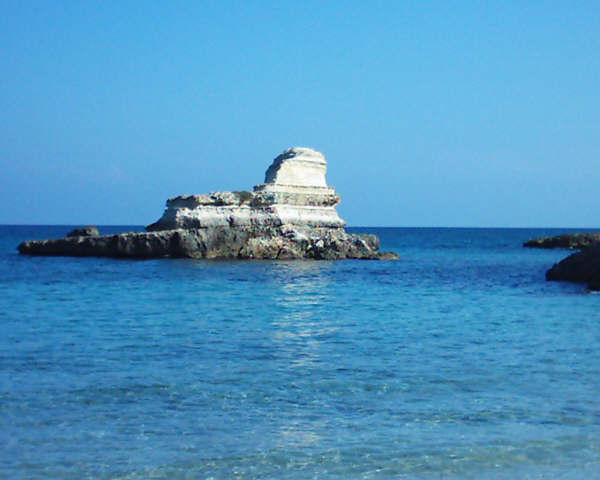
Il "Tafaluro"
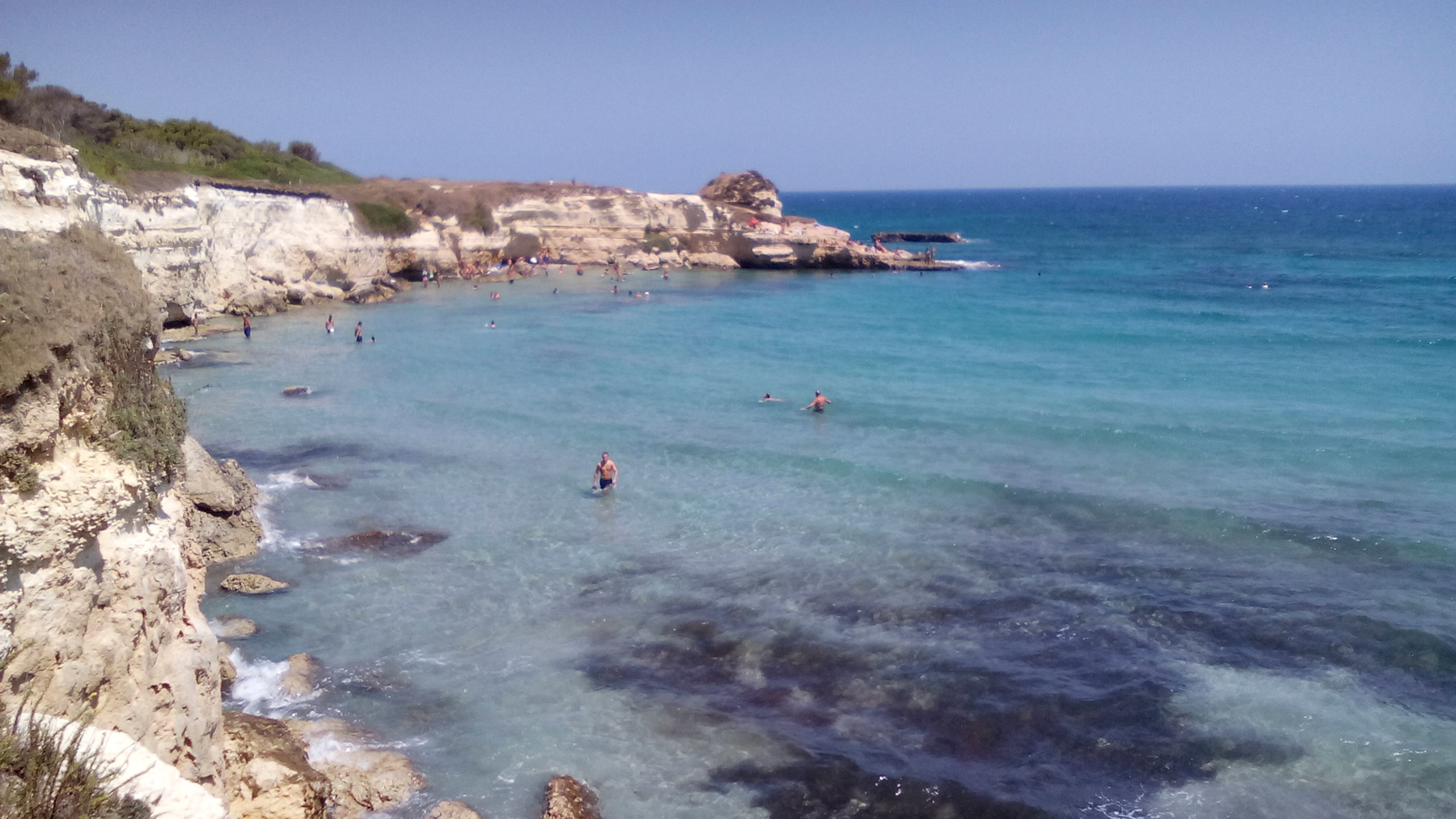
La "punticeddha"
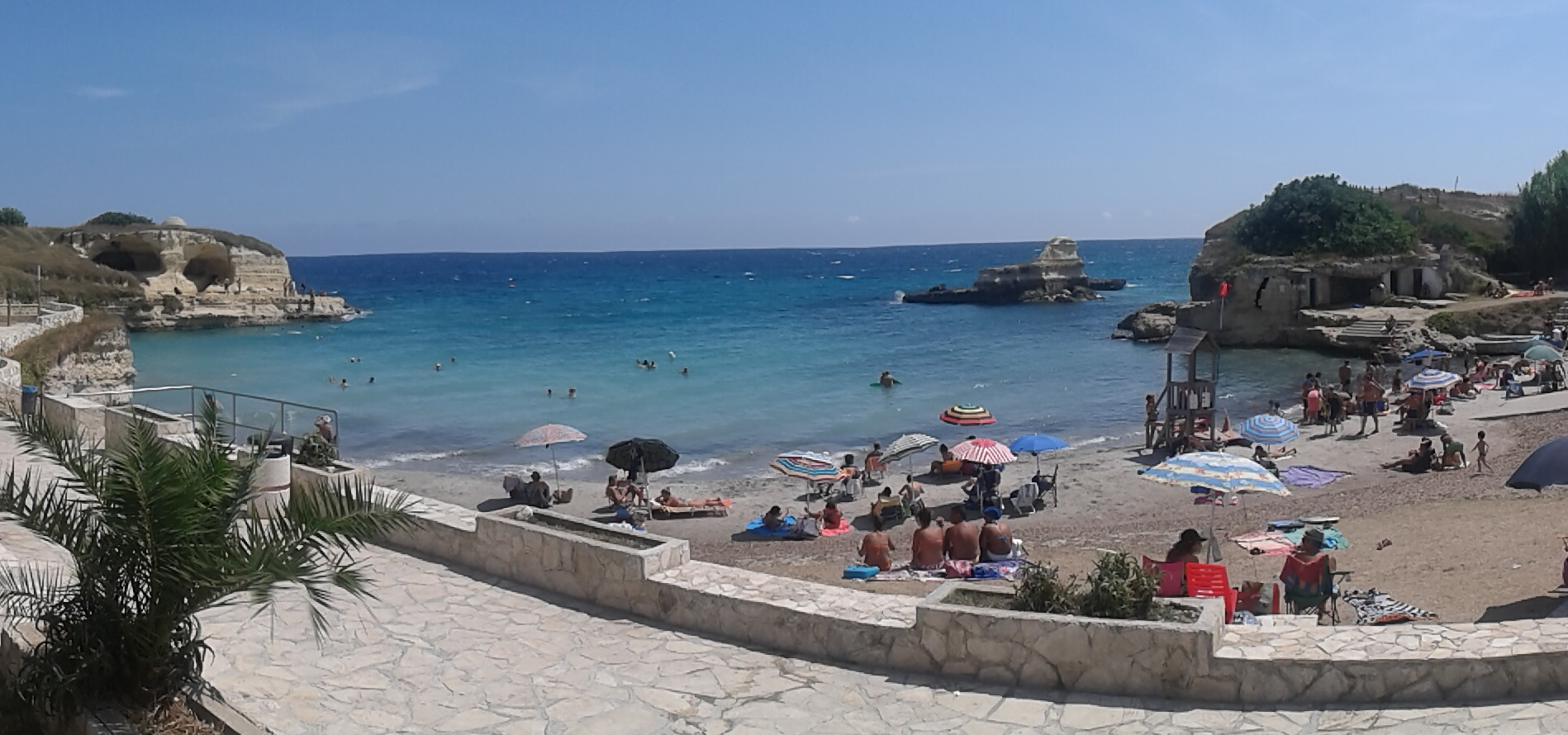
La "caletta" di giorno
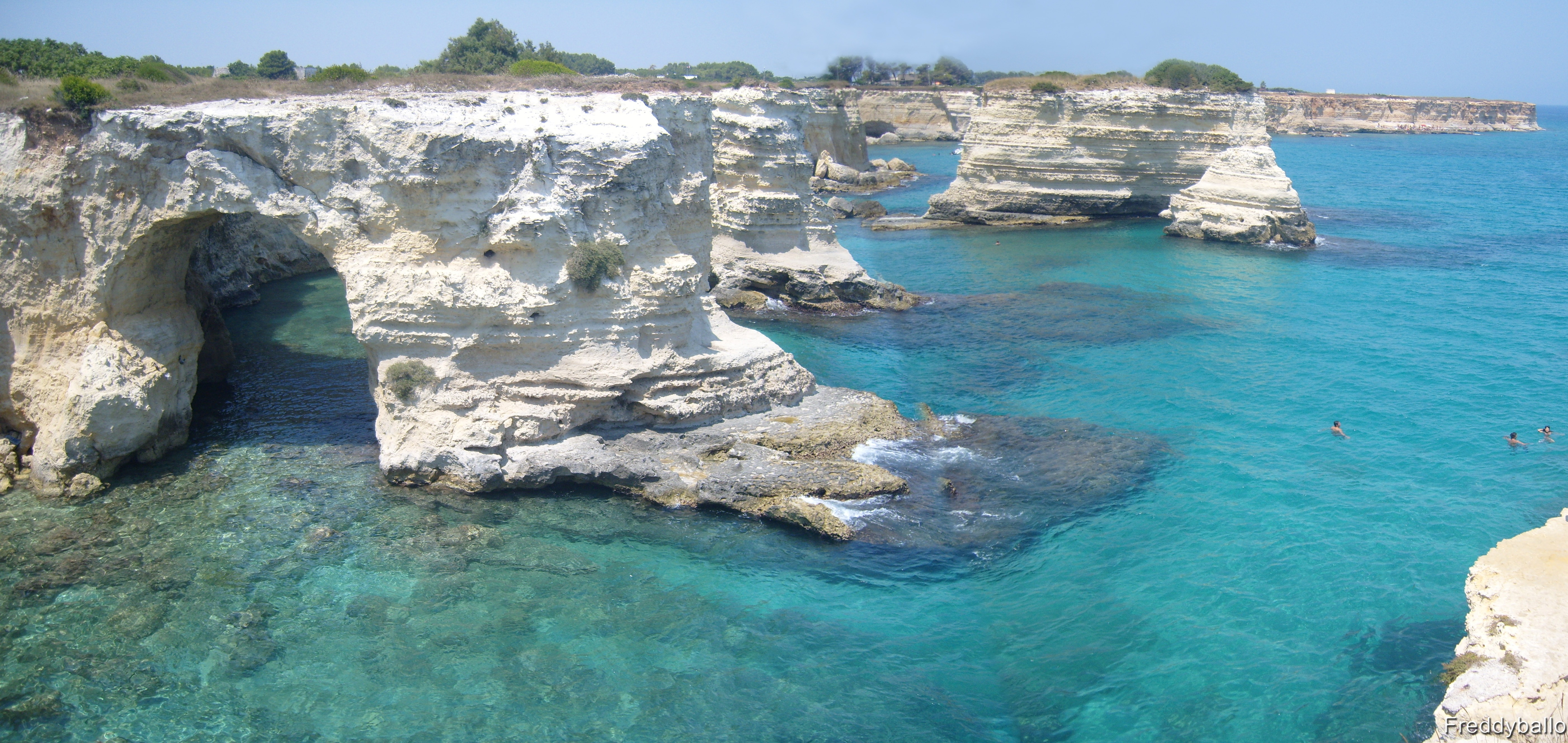
Punta del Pepe
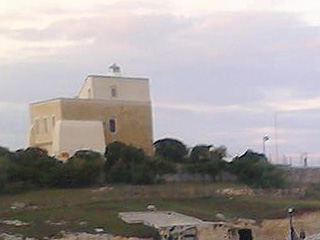
Il faro